# Егер, Курт
Курт Егер (нем. Kurt Jaeger, 19 декабря 1909, Штутгарт — 6 декабря 1975, Корнталь-Мюнхинген) — немецкий химик и нумизмат.

## Биография
В 1942 году опубликовал описание немецких монет, начиная с 1871 года («Die deutschen Münzen seit 1871»). В дальнейшем эта работа дополнялась и неоднократно переиздавалась (по состоянию на 2009 год — 21 издание). Издал также 12-томное описание монет германских государств, чеканившихся до введения общегерманской денежной системы (3-й том написал П. Еккель).

## Избранная библиография
- Katalog der deutschen Reichsmünzen seit 1871 / München : Gerber , 1942
- Die deutschen Münzen seit 1871. Édition : 21., überarb. und erw. Aufl / Bearb.: Helmut Kahnt. Regenstauf : Gietl, 2009
- Die Münzen und Banknoten der Tschechoslowakei / Kurt Jaeger und Albert Pick. Basel : Münzen und Medaillen A. G., 1970
- Dynamische Sicherheitsäquivalente in Produktionsglättungs- und Lagerhaltungsmodellen / Bamberg : Aku-Fotodruck , 1975